# Бендель, Пётр Эмильевич
Пётр Эмильевич Бендель (1905,  Москва — 1989, Москва) — советский художник, портретист, график, создатель многих почтовых марок СССР, театральный художник, плакатист. Член Союза художников (СХ).

## Биография
Сын фотографа и художника Эмиля Сигизмундовича Бенделя (1870, Одесса — 1948, Москва), владевшего фотоателье на Кузнецком мосту. После окончания школы, до 1924 года изучал философию в университете Фрибура в Швейцарии и брал частные уроки живописи. После возвращения в Москву в 1925 году обучался на отделении живописи в Государственной Академии художеств ВХУТЕМАСа, в 1925—1928 — в студии Ф. И. Рерберга
в 1929—1930 — в студии Д. Н. Кардовского. С 1933 занимался живописью.
П. Бендель был членом, а с 1940 года — председателем объединения московских художников.
Увлекался фотографией, поэтому в начале Великой Отечественной войны был направлен на фронт фотокорреспондентом. В 1942 году под Вязьмой попал в плен. Там рисовал немецких офицеров — поэтому в немецком лагере его не расстреляли.
После окончания войны в 1945 году был арестован НКВД и 16 апреля 1945 года по обвинению в антисоветской агитации и шпионаже, по ст. 58 был приговорен к 10 годам лишения свободы и 5 лет ссылки и отправлен в Воркуту в Воркутлаг.
В художественных кругах распространена легенда о том, что Бенделя арестовали вот за что: он рисовал торжественные портреты вождей к разным коммунистическим праздникам. Портрет Сталина его работы висел на здании НКВД на Лубянке. Полотно было склеено из 4 частей, и когда прошёл дождь и полотно намокло, казалось, что на лице вождя нарисована решетка…
Бендель выжил в Воркуте только потому, что рисовал на обрывках бумаги портреты солагерников и охранников, за что последние расплачивались с ним бесценной краюшкой хлеба. В лагере про него узнал другой заключённый, в то время режиссёр Воркутинского драматического театра Борис Мордвинов и способствовал его почти свободному поселению. Художник нарисовал костюмы и декорации ко всем постановкам театра.
В 1945—1952 оформлял спектакли Музыкально-драматического театра в Воркуте («Мария Стюарт» Ф. Шиллера, «Чио-Чио-Сан» Дж. Пуччини, «Сын клоуна» И. Дунаевского и др.). Был его главным художником. С 1953 участвовал в выставках.
Амнистирован в 1953 году.
После освобождения в 1955 году ему запретили жить в Москве и Бендель отправился в Сыктывкар в местный театр. Позже, поселился в Серпухове. С 1956 выполнял рисунки для журналов «Театр» и «Театральная жизнь», работал в журнале «Огонёк», газете «Известия». Активно участвовал в выставках.
Только в конце жизни Петру Эмильевичу было разрешено приехать в Москву. В конце 1970-х годов ему разрешили посетить Лейпциг (ГДР).
Им нарисовано большинство праздничных открыток, почтовых конвертов, много марок почты СССР тех лет. Он — автор картин, гравюр и плакатов. Многие всемирно известные изображения Маркса, Энгельс, Ленин, Сталина и Мао Цзэдуна были созданы им.
Похоронен на Донском кладбище.

## Избранные работы
- Портрет лётчика, Героя Советского Союза Александра Васильевича Белякова, гравировка / эстамп, 1937
- Портрет Н. Г. Гайдарова, главного режиссёра Воркутинского театра. 1952. Бумага, карандаш, мел.
- Портрет актрисы Воркутинского театра Н. И. Глебовой в роли Марицы, 1946. Бумага, акварель
- Портрет Александра Чернова, Героя Социалистического Труда, доктора геологии, профессора. 1953. тонированная бумага, древесный уголь и мел.
- Портрет Р. Д. Изъюровой, знатной каменщицы Сыктывкара, Героя социалистического труда. 1953. Бумага тонированная, акварель, уголь.
- Портрет старого рыбака с Печоры. 1954. Бумага, акварель
- Девушка в костюме невесты. 1954. Бумага, акварель.

## Почтовые марки, карточки и художественныеконвертыСССР работы П. Э. Бенделя

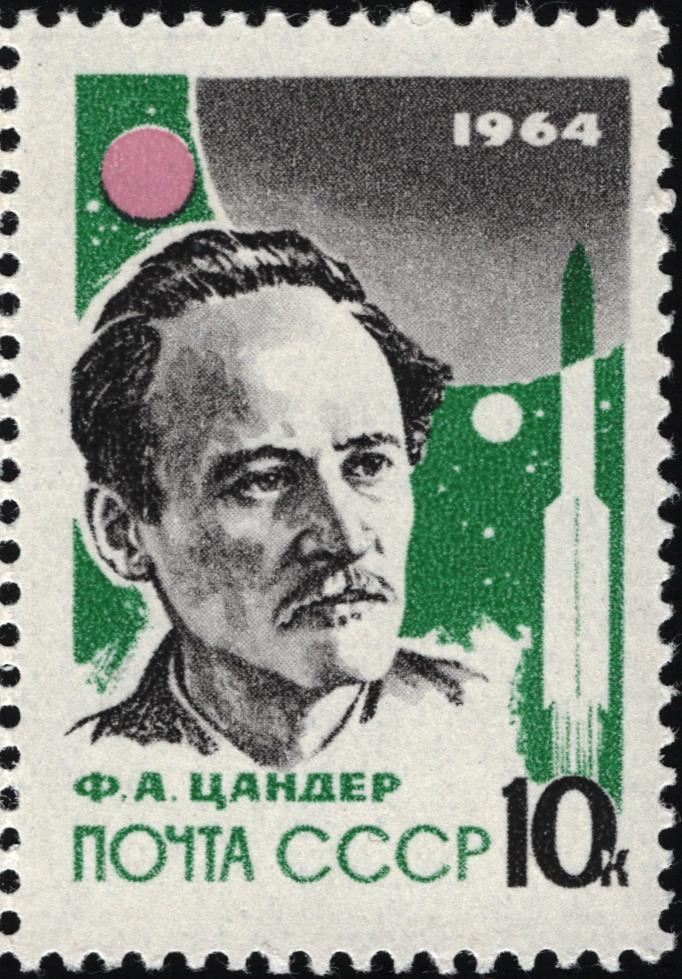
Ф. А. Цандер, советский учёный и изобретатель, один из пионеров ракетной техники. 1964 г.
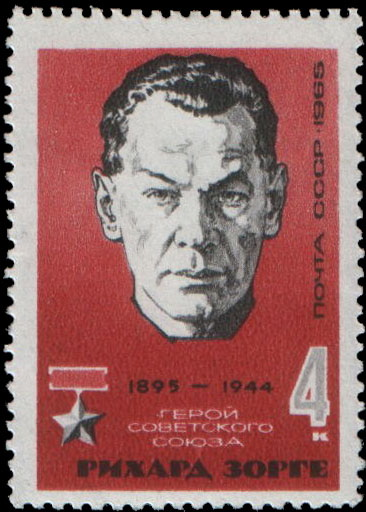
Рихард Зорге, разведчик, Герой Советского Союза. 1965 г.
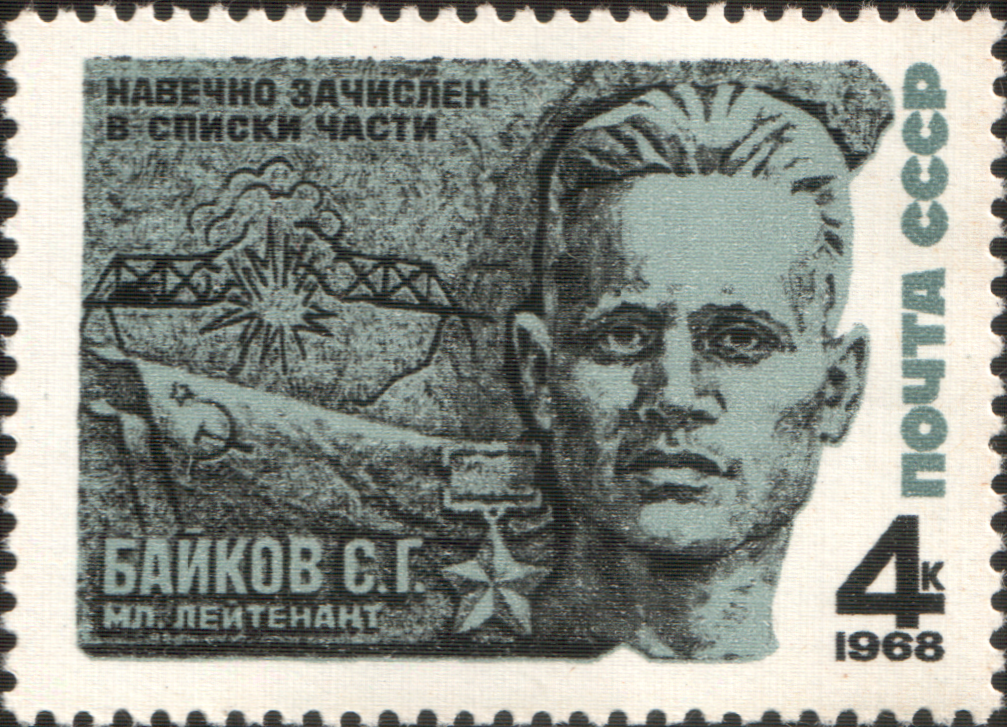
Герой Советского Союза С. Г. Байков и Рижский мост в Пскове. 1968 г.
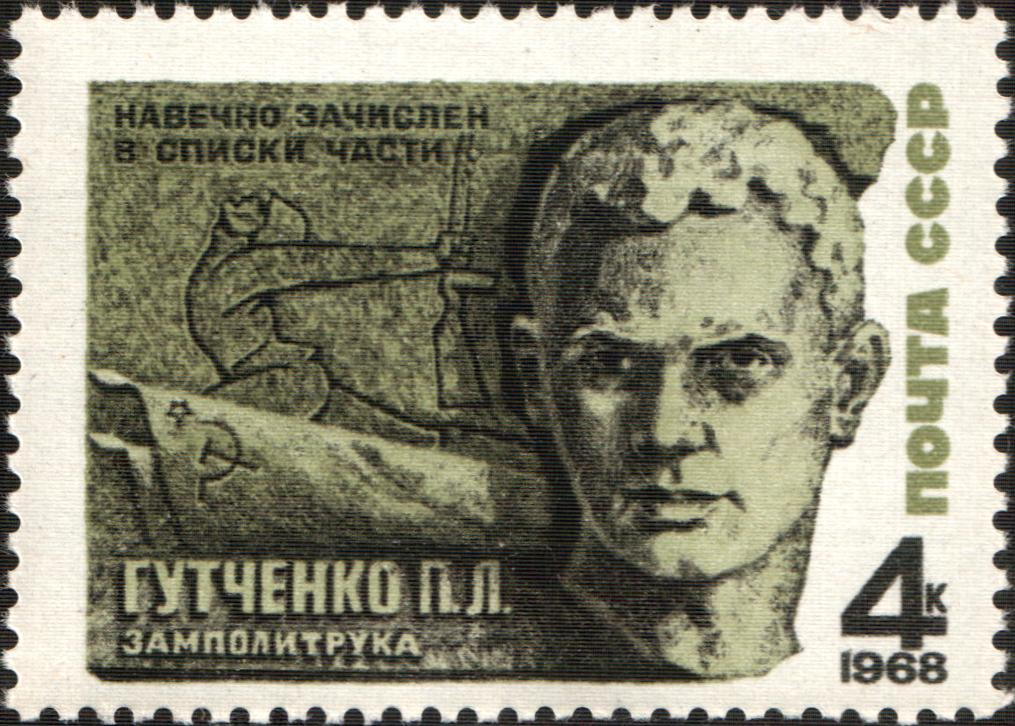
П. Л. Гутченко, повторивший подвиг А. Матросова
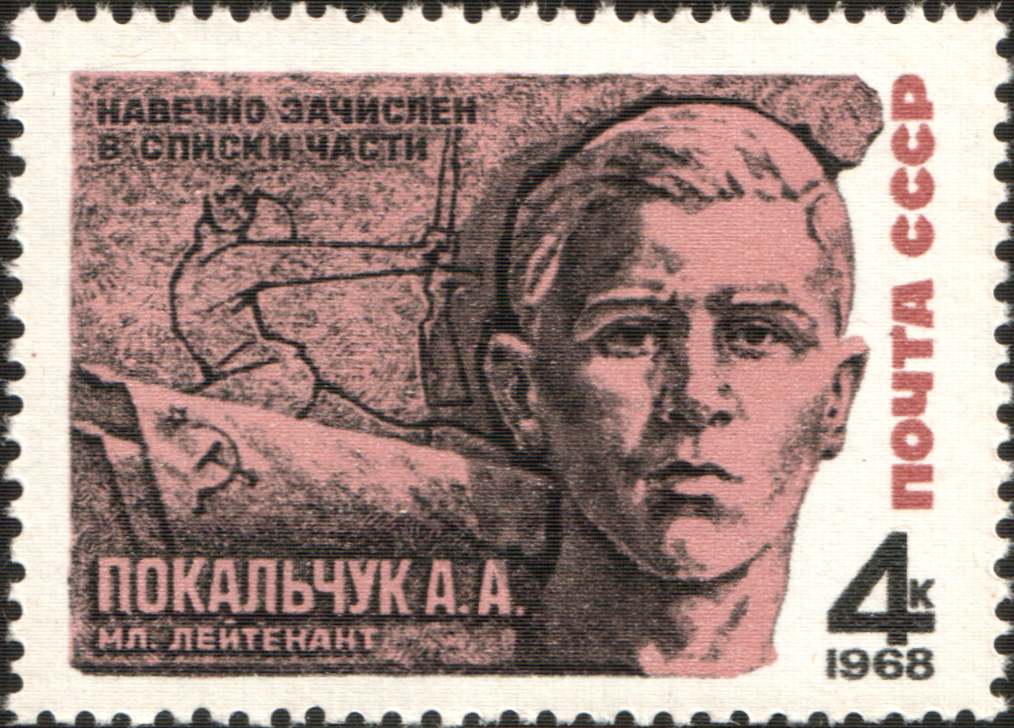
А. А. Покальчук, повторивший подвиг А. Матросова
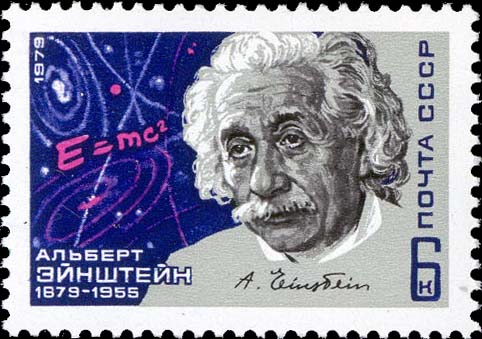
Альберт Эйнштейн. 1979 г.
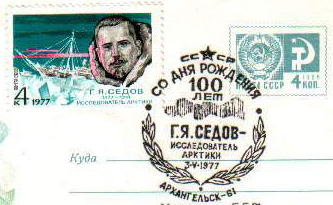
Г. Я. Седов, полярный исследователь
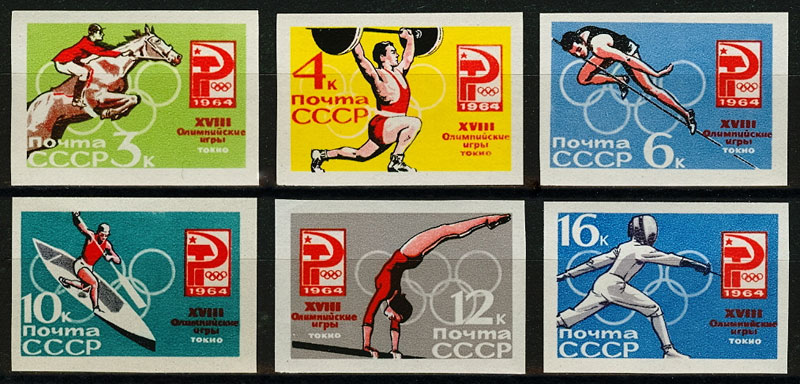
Серия Олимпийский спорт
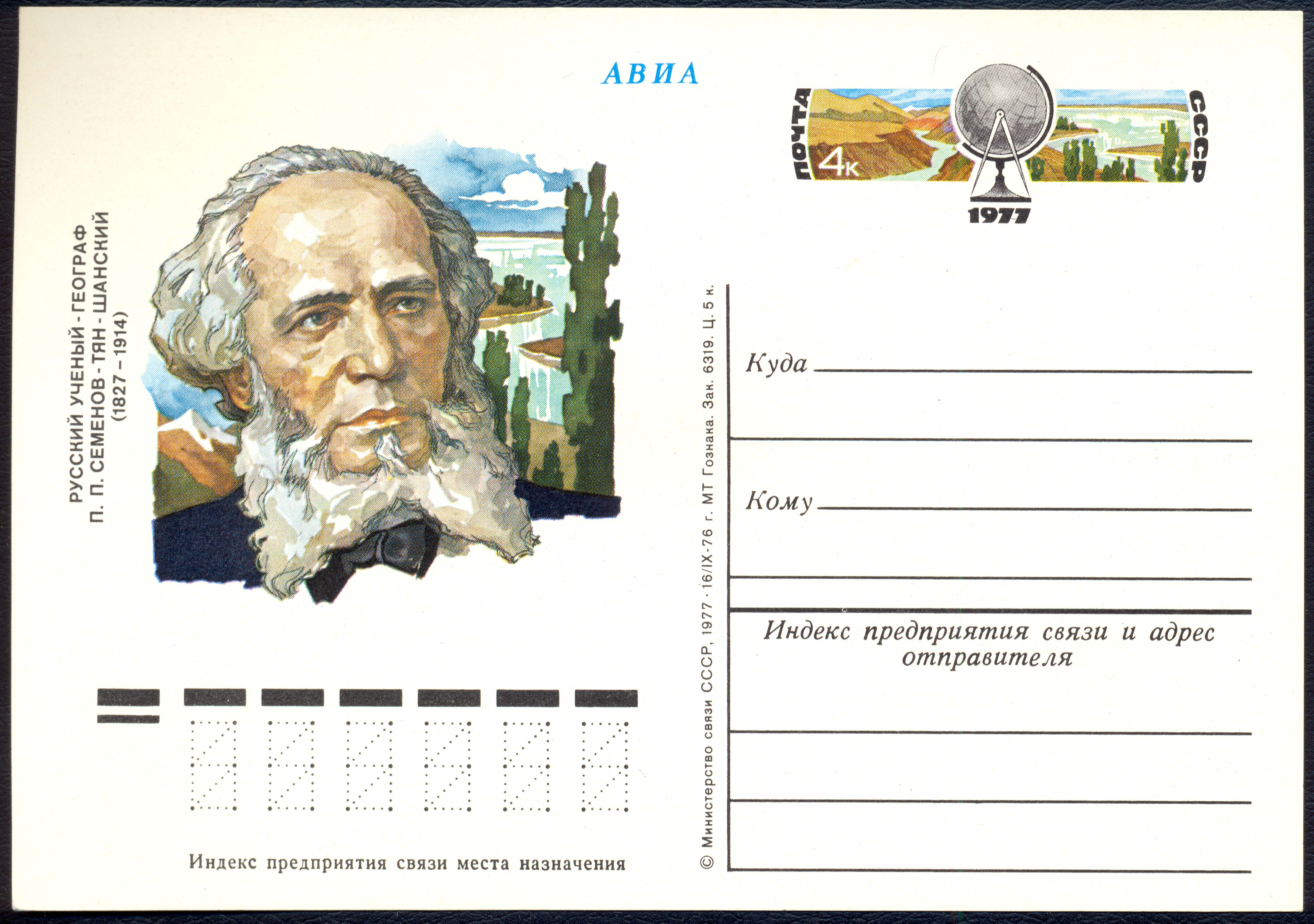
Пётр Петрович Семёнов-Тян-Шанский. 1977 г.
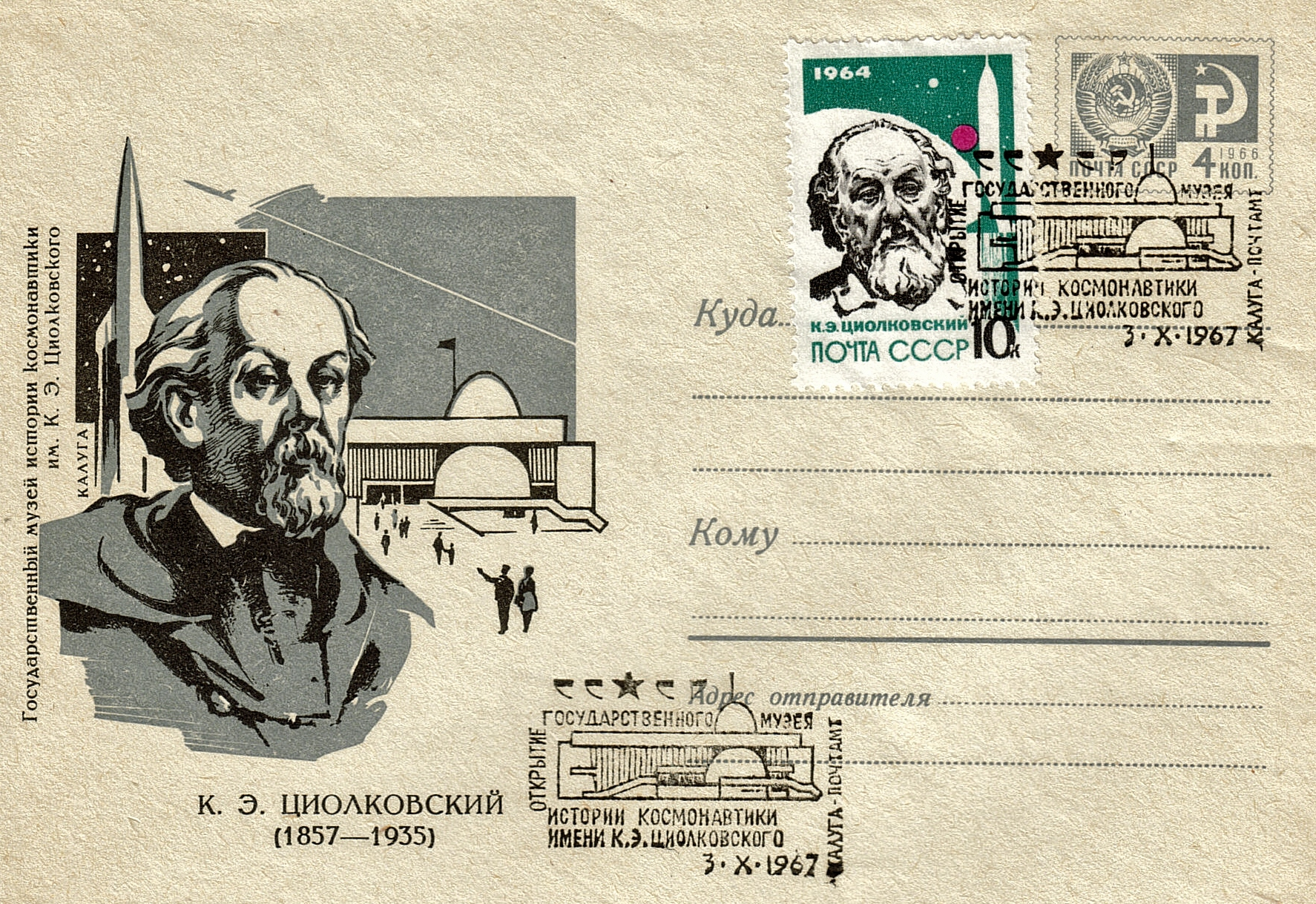
Константин Эдуардович Циолковский. 1967 г.
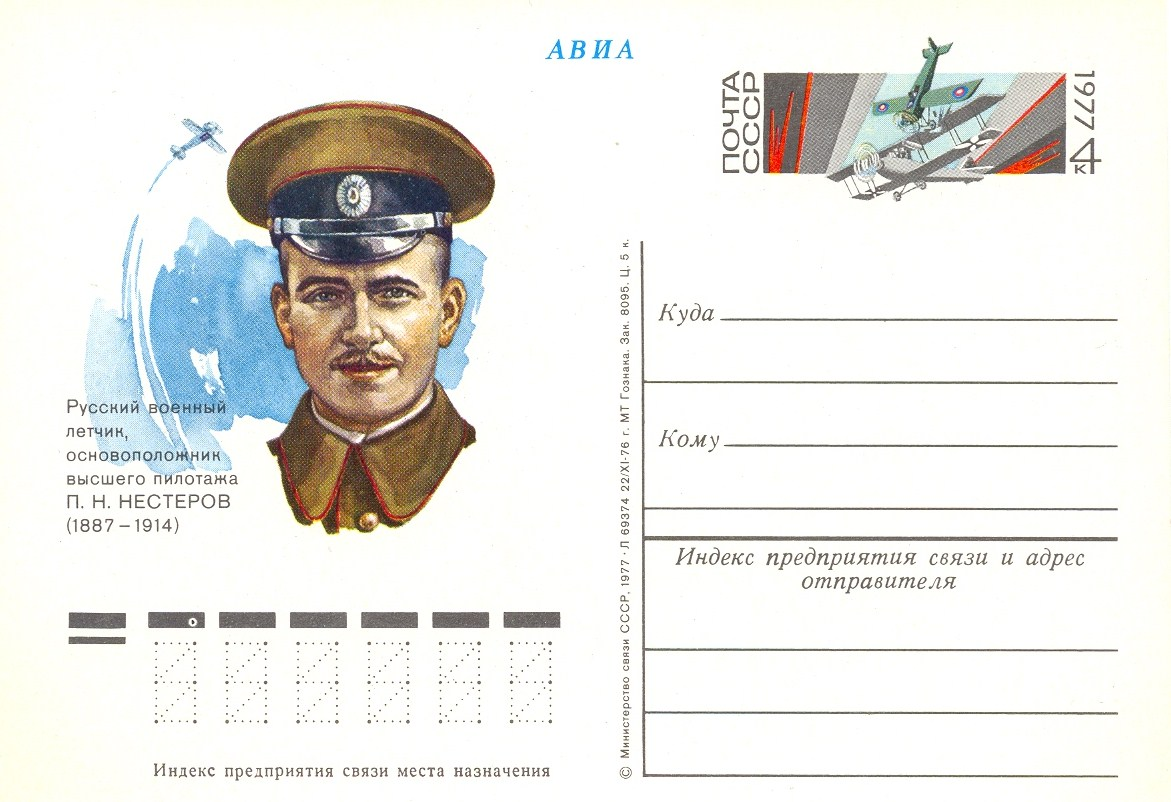
Пётр Николаевич Нестеров, основоположник высшего пилотажа (петля Нестерова). 1967 г.
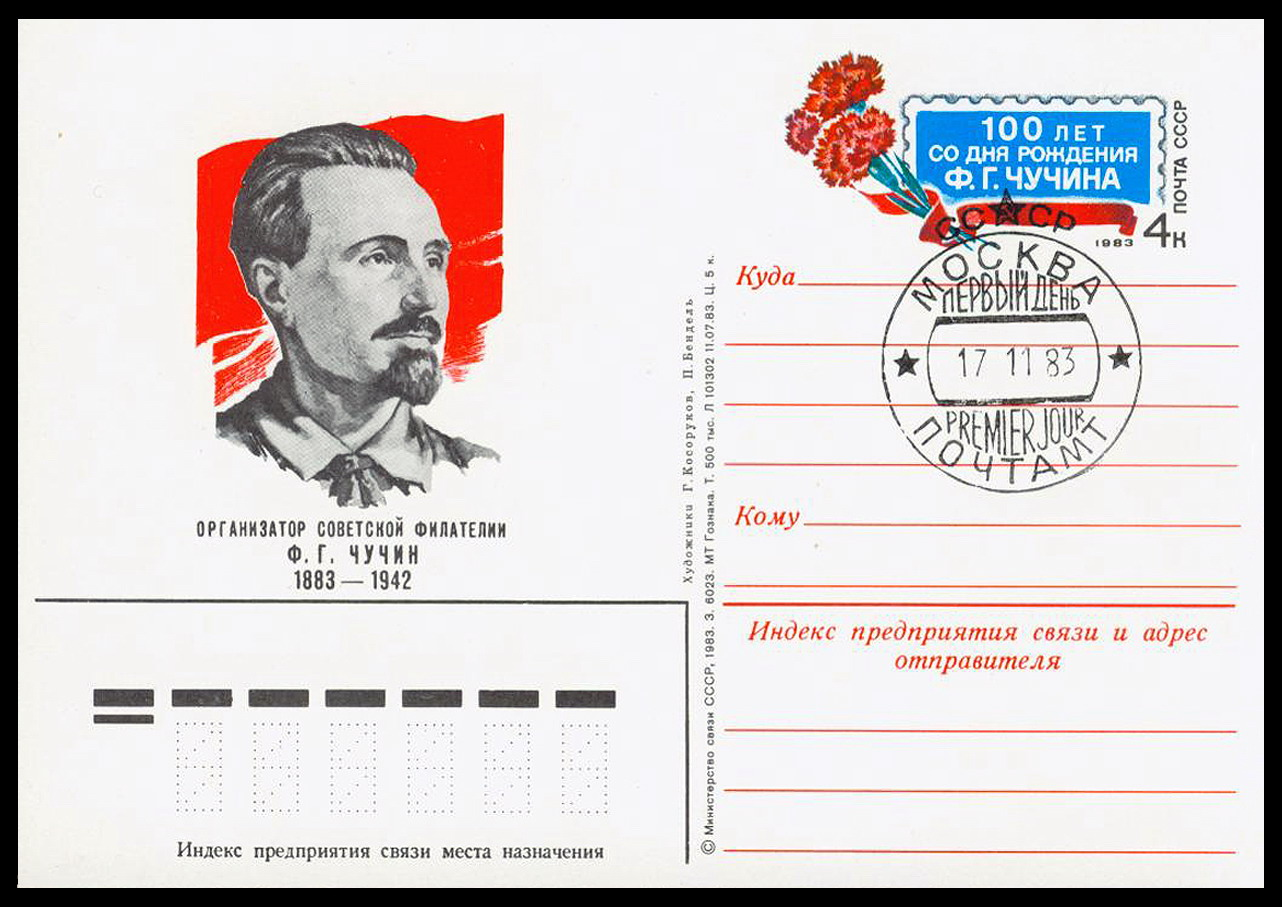
Фёдор Григорьевич Чучин, революционер, инициатор и один из первых организаторов советской филателии. 1983 г.

Работы художника хранятся в Центральном театральном Музее им. А. А. Бахрушина, Главархиве Москвы, Национальной галерее Республики Коми, г. Сыктывкар, краеведческом музее Сыктывкара.